# Шуметлиця
Шуметлиця (хорв. Šumetlica) — населений пункт у Хорватії, в Бродсько-Посавській жупанії у складі громади Церник.

## Населення
Населення за даними перепису 2011 року становило 223 осіб.
Динаміка чисельності населення поселення:

## Клімат
Середня річна температура становить 10,89 °C, середня максимальна – 24,76 °C, а середня мінімальна – -5,16 °C. Середня річна кількість опадів – 918 мм.
| Клімат поселення                              | Клімат поселення | Клімат поселення | Клімат поселення | Клімат поселення | Клімат поселення | Клімат поселення | Клімат поселення | Клімат поселення | Клімат поселення | Клімат поселення | Клімат поселення | Клімат поселення | Клімат поселення |
| Показник                                      | Січ.             | Лют.             | Бер.             | Квіт.            | Трав.            | Черв.            | Лип.             | Серп.            | Вер.             | Жовт.            | Лист.            | Груд.            |                  |
| Середній максимум, °C                         | 7,16             | 8,37             | 12,67            | 16,84            | 21,66            | 24,76            | 23,79            | 23,39            | 19,59            | 14,58            | 9,35             | 5,10             |                  |
| Середня температура, °C                       | 1,00             | 2,20             | 6,52             | 10,68            | 15,50            | 18,62            | 20,51            | 20,12            | 16,32            | 11,32            | 6,08             | 1,81             |                  |
| Середній мінімум, °C                          | −5,16            | −3,93            | 0,36             | 4,52             | 9,34             | 12,47            | 17,23            | 16,84            | 13,05            | 8,04             | 2,80             | −1,46            |                  |
| Норма опадів, мм                              | 57               | 52               | 62               | 77               | 86               | 104              | 86               | 86               | 73               | 79               | 86               | 70               |                  |
| Середньомісячна швидкість вітру, м/с          | 1.85             | 2.08             | 2.40             | 2.33             | 2.13             | 1.94             | 1.88             | 1.75             | 1.75             | 1.82             | 1.86             | 1.90             |                  |
| Середньомісячна сонячна радіація, кДж/м²·день | 4381             | 7156             | 10940            | 15209            | 19252            | 21400            | 22269            | 19959            | 14798            | 9290             | 4965             | 3649             |                  |
| --------------------------------------------- | ---------------- | ---------------- | ---------------- | ---------------- | ---------------- | ---------------- | ---------------- | ---------------- | ---------------- | ---------------- | ---------------- | ---------------- | ---------------- |
| Джерело:                                      |                  |                  |                  |                  |                  |                  |                  |                  |                  |                  |                  |                  |                  |